# Los Rápidos
Los Rápidos (1980-1982) va ser un grup musical de rock format per Manolo García (vocalista), Esteban Martín (teclista), Antonio Fidel (al baix), Quimi Portet (guitarrista), Josep Lluís Pérez (guitarrista) i Lluís Visiers (bateria) i nascut en la ciutat de Barcelona. Tot i la seva reduïda repercussió en la dècada dels 80, va ser precursor de Los Burros i aquest al seu torn d'un dels grups més rellevants del pop-rock en castellà: El Último de la Fila.

## Discografia
- Rápidos (EMI, 1981)
- Los Rápidos 2: Maquetas (Perro Records, 1995)